# Gyponana chiricana
Gyponana chiricana är en insektsart som beskrevs av Delong och Wolda 1984. Gyponana chiricana ingår i släktet Gyponana och familjen dvärgstritar. Inga underarter finns listade i Catalogue of Life.